# Passowendé Pélagie Kaboré
Passowendé Pélagie Kaboré
Passowendé Pélagie Kaboré est une femme militaire et politique burkinabè. Ministre de l’Action humanitaire et de la solidarité nationale du premier gouvernement de Jean Emmanuel Ouédraogo, elle est la première femme militaire à intégrer un gouvernement depuis l'histoire politique du Burkina Faso.

## Biographie

### Enfance & Etudes
Passowendé Pélagie Kaboré fait des études à Ouagadougou. Titulaire d'un Baccalauréat G2 comptabilité obtenu au lycée technique de Ouagadougou et d'une Maîtrise en économie et gestion des entreprises et des organisations à l'université Joseph Ki-Zerbo de Ouagadougou, elle intègre l’armée burkinabè en 2007 à l’académie militaire Georges Namoano. Elle est l’une des premières femmes à fréquenter cette école d’élite. Après deux ans de formation, elle sort Major de la promotion. Elle devra exercer la profession de chef de section d’infanterie.

### Carrière militaire
Pélagie Kaboré occupe plusieurs postes de responsabilité au sein de l’armée. De commandant de brigade adjointe au sein de la gendarmerie, elle a été cheffe de service effectifs et emplois de la division personnel de l’Etat-major général des armées. Elle devient plus tard la directrice de cours à l’Ecole Nationale des Sous-officiers de gendarmerie, puis directrice adjointe de l’Organisation et de l’emploi de l’Etat-major de la gendarmerie.
Elle sert également au service études réalisation et approvisionnement de la direction centrale de l’intendance militaire et à l’administration des Corps de troupe de la même direction.
Elle a occupé ses postes jusqu’en 2023 avant d’intégrer le poste de régisseur d’avance de l’Etat-major particulier de la présidence du Faso.
En 2024 jusqu’à sa nomination le 8 décembre comme ministre de l'Action humanitaire et de la solidarité, ,, elle occupait le poste de Directrice de l’Administration et des Finances de l’État-major Particulier de la Présidence du Faso.

### Carrière politique
De 2014 à 2015, Commandant Pélagie avait siégé au Conseil National de Transition du Burkina comme députée. Elle était la 2e questeur du Conseil et membre du parlement panafricain.

## Distinctions
2015 : Chevalier de l’Ordre National 
2023 : Officier de l’Ordre de l’Étalon